# Dendropsophus decipiens
Dendropsophus decipiens är en groddjursart som först beskrevs av Lutz 1925.  Dendropsophus decipiens ingår i släktet Dendropsophus och familjen lövgrodor. IUCN kategoriserar arten globalt som livskraftig. Inga underarter finns listade i Catalogue of Life.